# کروپ-شتاپلهولم
کروپ-شتاپلهولم (به آلمانی: Amt Kropp-Stapelholm) یک منطقهٔ مسکونی در آلمان است که در شلسویگ-هولشتاین واقع شده‌است. کروپ-شتاپلهولم  ۱۷٬۱۶۸ نفر جمعیت دارد.